# 189 км (Кемеровская область)
189 км — разъезд в Ленинск-Кузнецком районе Кемеровской области. Входит в состав Демьяновского сельского поселения.

## География
Разъезд находится на железнодорожной линии Юрга — Таштагол. Центральная часть населённого пункта расположена на высоте 277 м над уровнем моря.

## Население
1. Н/Д[7]

### Половой состав
По данным Всероссийской переписи населения 2010 года, в Разъезде 189 км проживало 25 человек (9 мужчин, 16 женщин).